# 斯卡萊塔山
46°41′36.24″N 9°56′32.28″E / 46.6934000°N 9.9423000°E

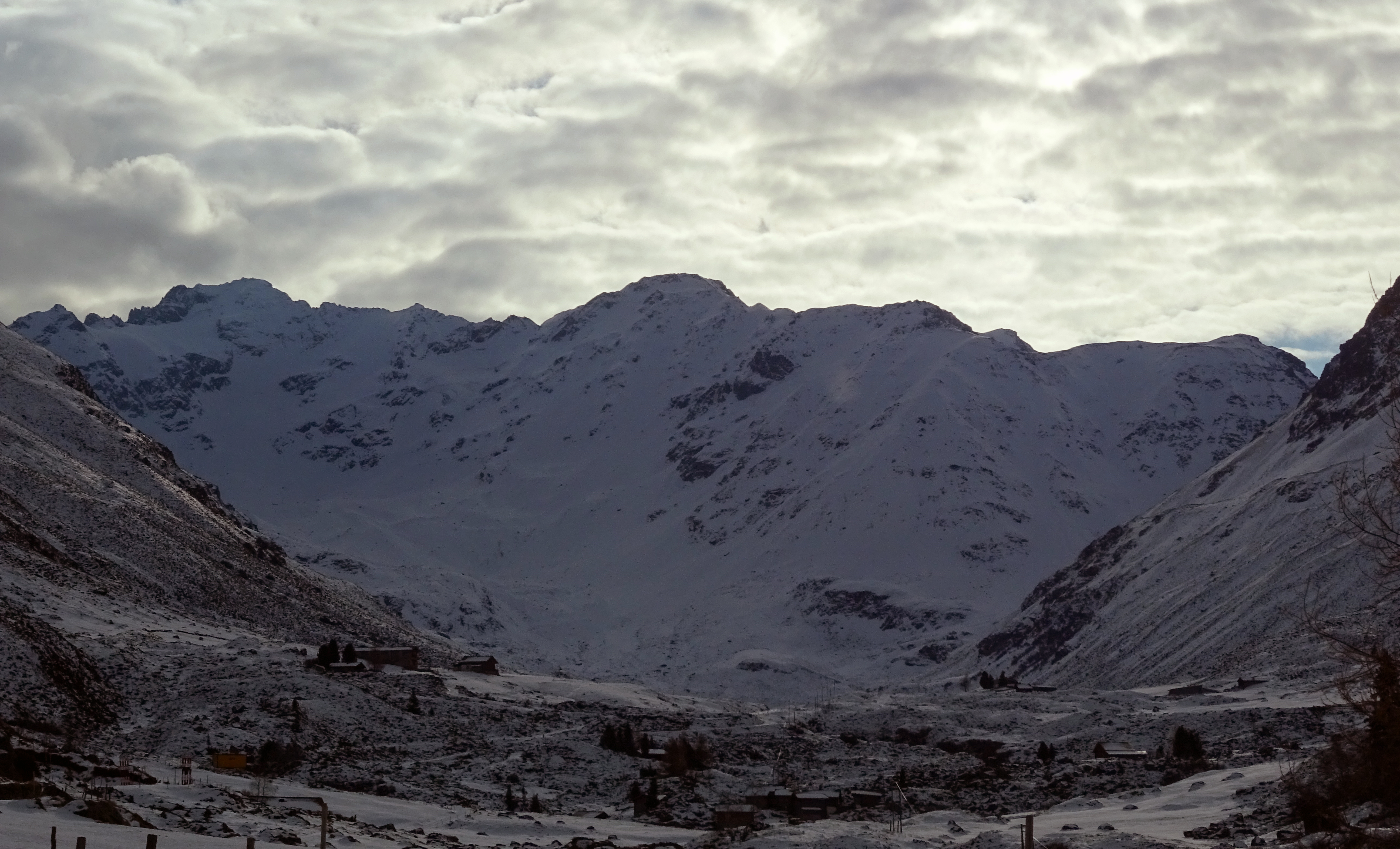

斯卡萊塔山（Scalettahorn），是瑞士的山峰，位於該國東南部，由格勞賓登州負責管轄，屬於阿爾布拉山脈的一部分，距離格里亞萊奇峰0.8公里，海拔高度3,068米。